# Elvis for Everyone!
| Recensione | Giudizio |
| ---------- | -------- |
| Allmusic   | [ 1 ]    |

Elvis for Everyone! è il 18° album in studio di Elvis Presley, pubblicato nel 1965 negli Stati Uniti.

## Produzione
Le sessioni di registrazione si svolsero nell'arco di dieci anni in vari studi: Sun Studio a Memphis, RCA Studio B a Nashville, Tennessee, e Radio Recorders di Hollywood, California. 
Delle tracce incluse solamente Summer Kisses, Winter Tears, incisa ma non utilizzata nel film Stella di fuoco, era stata già pubblicata in precedenza, nell'EP Elvis by Request: Flaming Star and 3 Other Great Songs. Svariate tracce erano apparse nei film, ma non erano ancora apparse su disco. In My Way era stata inserita nella colonna sonora del film Paese selvaggio del 1961, Sound Advice nel film Lo sceriffo scalzo del 1962, e la canzone tradizionale napoletana Santa Lucia in Viva Las Vegas del 1964. Le restanti otto tracce erano inedite. La ballata Tomorrow Night dei tempi della Sun Records, fu sottoposta a sovraincisioni varie per l'inclusione in questo album; non fu ufficialmente pubblicata in versione originale per altri due decenni, quando finì nella compilation Reconsider Baby del 1985.
La RCA aveva programmato di includere anche Tennessee Saturday Night, altro brano della Sun Records, ma la sostituì con Tomorrow Night. Nessun riferimento a una registrazione di Presley alla Sun con questo titolo è mai stato menzionato in nessun'altra fonte, né è mai stata scoperta una registrazione di Presley con questo titolo, sebbene una canzone intitolata Tennessee Saturday Night fosse stata in predicato di essere inclusa in Loving You ma non fu mai incisa.
Nel suo formato di raccolta di avanzi per lo più scartati da varie sessioni, e dato il suo tempo di esecuzione piuttosto breve, questo album ha anticipato le pubblicazioni economiche di Presley con un concetto simile che sarebbero apparse durante la fine degli anni '60 e l'inizio degli anni '70 sull'etichetta RCA Camden. La RCA ha deciso di non includere il disco come parte del suo programma di ristampe, aggiungendo le sue canzoni come bonus track ad altri album a seconda dei casi, con la versione sovraincisa di Tomorrow Night che è stata infine sostituita dalla versione master originale della Sun Records.
Nel 2014 l'album è stato ristampato dall'etichetta Follow That Dream in un'edizione speciale a due dischi con la versione originale dell'album insieme a numerose versioni alternative e outtakes.

## Accoglienza
Il disco raggiunse la posizione numero 10 nella classifica Top Pop Albums negli Stati Uniti.

## Tracce
Lato 1
1. Your Cheatin' Heart (Data di registrazione: 1º febbraio 1958) – 2:24 (Hank Williams)
2. Summer Kisses, Winter Tears (Data di registrazione: 8 agosto 1960; brano non utilizzato nel film Stella di fuoco) – 2:17 (Fred Wise, Ben Weisman, Jack Lloyd)
3. Finders Keepers, Losers Weepers (Data di registrazione: 26 maggio 1963) – 1:47 (Dory Jones, Ollie Jones)
4. In My Way (Data di registrazione: 7 novembre 1960; da Paese selvaggio) – 1:19 (Fred Wise, Ben Weisman)
5. Tomorrow Night (Data di registrazione: 10 settembre 1954) – 2:58 (Sam Coslow, Wilhelm Grosz)
6. Memphis, Tennessee (Data di registrazione: 12 gennaio 1964) – 2:08 (Chuck Berry)

Lato 2
1. For the Millionth and the Last Time (Data di registrazione: 15 ottobre 1961) – 2:05 (Roy C. Bennett, Sid Tepper)
2. Forget Me Never (Data di registrazione: 7 novembre 1960) – 1:35 (Fred Wise, Ben Weisman)
3. Sound Advice (Data di registrazione: 2 luglio 1961; da Lo sceriffo scalzo) – 1:45 (Bernie Baum, Bill Giant, Florence Kaye)
4. Santa Lucia (Data di registrazione: 10 luglio 1963; arrangiato da Elvis Presley; da Viva Las Vegas) – 1:11 (testo: Enrico Cossovich – musica: Teodoro Cottrau)
5. I Met Her Today (Data di registrazione: 15 ottobre 1961) – 2:42 (Hal Blair, Don Robertson)
6. When It Rains, It Really Pours (Data di registrazione: 24 febbraio 1957) – 1:47 (William R. Emerson)

## Formazione
- Elvis Presley – voce, chitarra
- Scotty Moore – chitarra ritmica, chitarra solista in Your Cheatin' Heart, Tomorrow Night, e When It Rains, It Really Pours
- Tiny Timbrell – chitarra
- Howard Roberts – chitarra
- Hank Garland – chitarra
- Neal Matthews Jr. – chitarra
- Chet Atkins - sovraincisione chitarra solista in Tomorrow Night
- Harold Bradley – chitarra
- Grady Martin – chitarra solista in Memphis, Tennessee
- Billy Strange – chitarra solista in Santa Lucia
- Jerry Kennedy – chitarra solista in Finders Keepers, Losers Weepers
- Dudley Brooks – pianoforte
- Floyd Cramer – piano
- Jimmie Haskell – fisarmonica
- Gordon Stoker – fisarmonica
- Bill Black – contrabbasso in Your Cheatin' Heart, Tomorrow Night, e When It Rains, It Really Pours
- Meyer Rubin – contrabbasso
- Bob Moore – contrabbasso
- D. J. Fontana – batteria
- Bernie Mattinson – batteria
- Buddy Harman – batteria
- Boots Randolph – sassofono, clarinetto
- The Jordanaires – cori di sottofondo
- Millie Kirkham – cori di sottofondo